# Washington, West Virginia
Washington är en så kallad census-designated place i Wood County i West Virginia i USA. Vid 2020 års folkräkning hade Washington 1 151 invånare.